# Psaenythia modesta
Psaenythia modesta är en biart som beskrevs av Holmberg 1921. Psaenythia modesta ingår i släktet Psaenythia och familjen grävbin. Inga underarter finns listade i Catalogue of Life.